# Mesotanais longisetosus
Mesotanais longisetosus är en kräftdjursart som beskrevs av Jürgen Sieg och Heard 1989. Mesotanais longisetosus ingår i släktet Mesotanais och familjen Leptocheliidae. Inga underarter finns listade i Catalogue of Life.